# Don Boscokerk (Venlo)
De Don Boscokerk (ook: Johannes Boscokerk) is een voormalige parochiekerk in Venlo-Oost.

## Geschiedenis
Kort na 1900 werd door de jezuïeten een retraitehuis, Huize Manresa, gesticht in wat later Venlo-Oost zou worden. In verband met een toenemend bewonersaantal in Venlo-Oost werd in 1910 door de franciscanen een houten noodkerkje, gewijd aan Onze-Lieve-Vrouw van Lourdes, gebouwd aan de Leutherweg. De Franciscanen wilden een klooster stichten maar dat kwam dichter bij de stad, aan de Maagdenbergweg te liggen. Hier verrees ook een kerk, de Sint-Jozefkerk. Het houten noodkerkje kreeg een profane bestemming maar in 1948 werd de Jozefkerk te klein en het noodkerkje weer in gebruik genomen als hulpkerk.

In 1950 werd de Don Boscoparochie opgericht. De bouw van een definitieve kerk begon einde 1955 en in 1957 werd de Don Boscokerk ingewijd. Architecten waren Frans Stoks en Rats. In mei 2016 werd de kerk onttrokken aan de eredienst vanwege teruglopend kerkbezoek en oplopende kosten.

## Gebouw
Het betreft een basilicale kerk met hoge zijbeuken. Het is een betonskelet dat bekleed is met baksteen. De voorgevel wordt geflankeerd door twee zeshoekige klokkentorens, welke beide gedekt worden door een uivormige torenhelm, gesierd door een kruis. Het opvallend brede schip wordt overwelfd door een kruisgewelf, uitgevoerd in schoon metselwerk. Het middenschip wordt geschraagd door betonnen pilaren.

Het is gelegen aan de Johannes Boscostraat 20 te Venlo in de Nederlandse provincie Limburg.